# Вислокрылки

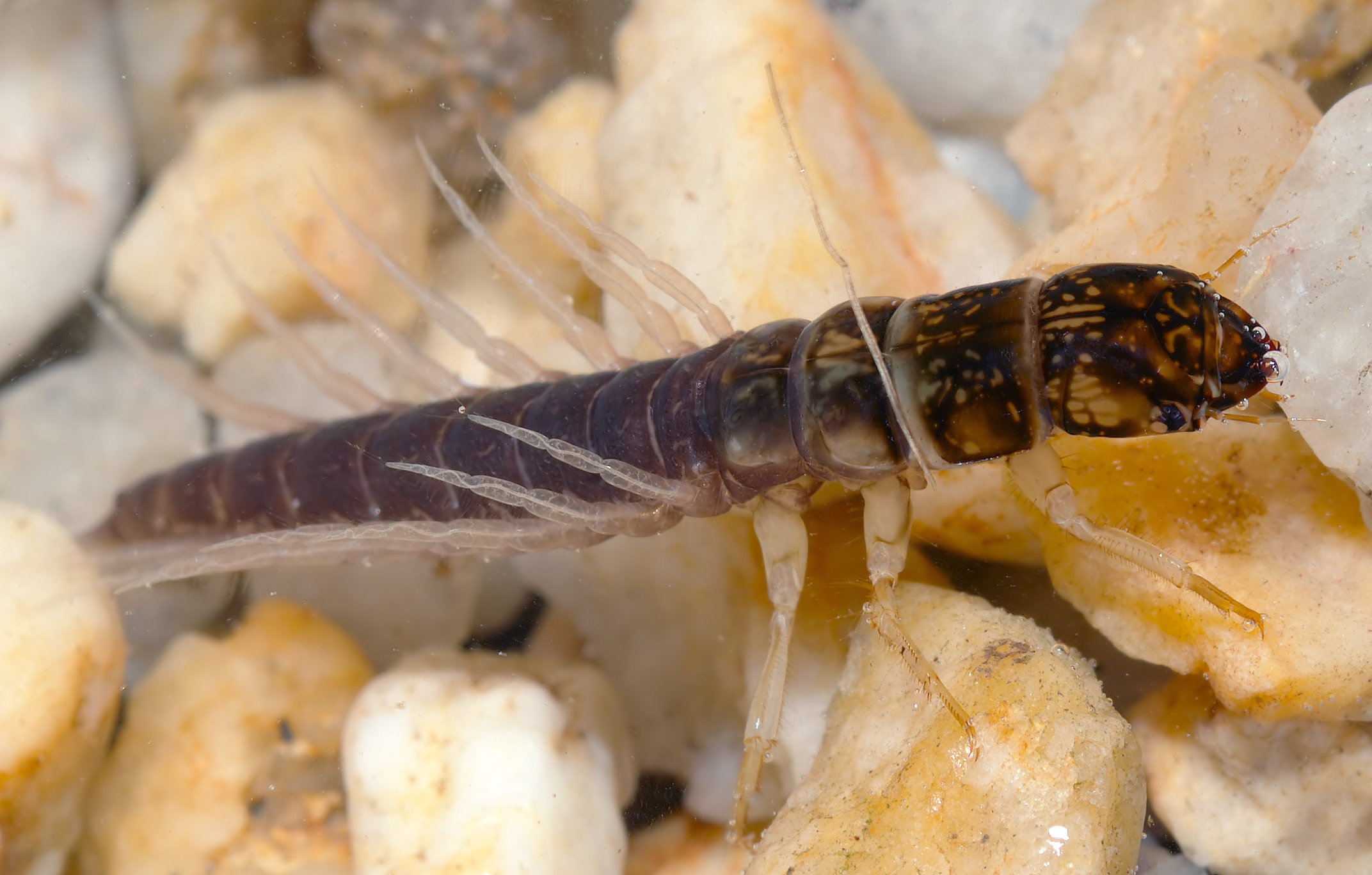
Личинка вислокрылки

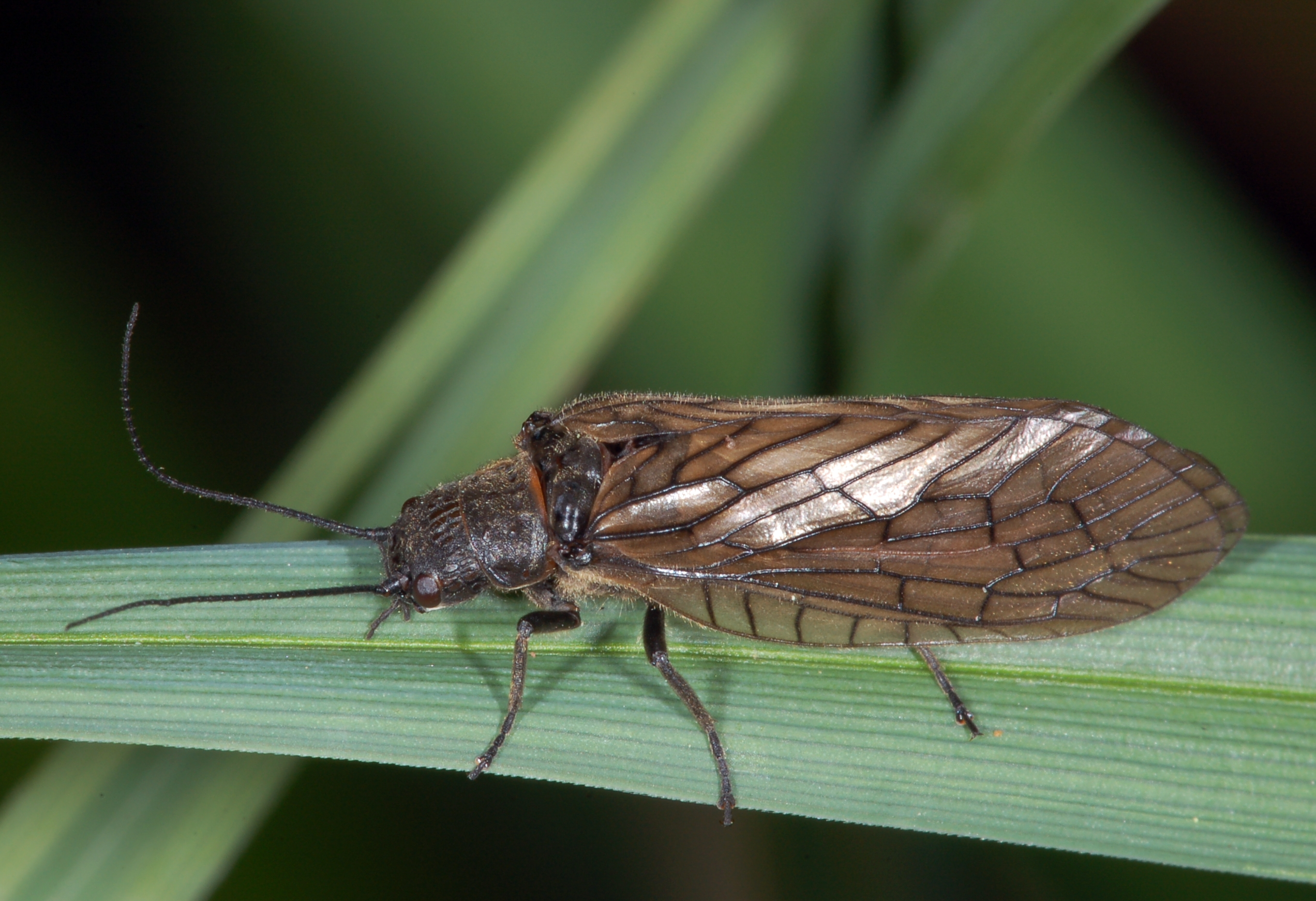
Вислокрылка

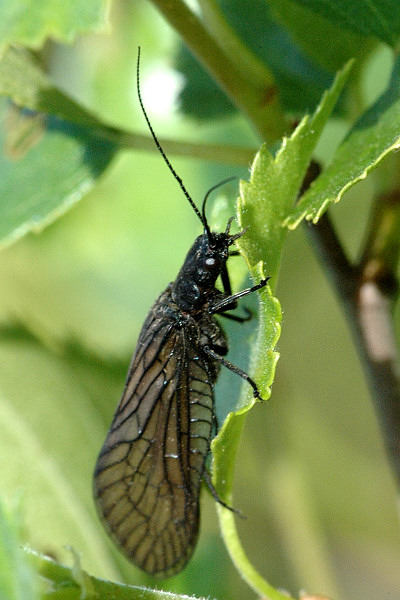
Вислокрылка Sialis lutaria

Вислокрылки, или сиалиды (лат. Sialidae), — семейство насекомых из отряда большекрылых (Megaloptera).

## Описание
Длина тела 20—40 мм. Переднегрудка шире своей длины, прямоугольная. Простых глазков нет. Четвёртый членик лапок двулопастный. Личинки водные, имеют длинные боковые жабры на брюшке в виде нитей. Развитие занимает 1-2 года, встречаются как в проточной, так и в стоячей воде.

## Палеонтология
В ископаемом состоянии известны с ранней юры.

## Классификация
Около 100 видов. Большая часть видов в Голарктике. В Палеарктике 2 рода, около 30 видов. В Европе 10 видов (1 род). В Неарктике более 20 видов. Один род представлен в Неотропике и на Мадагаскаре (около 10 видов), один род в Ориентальной области (3 вида), один — в Восточной Азии (2 вида), один — в Южной Африке (1 вид), два рода в Австралии (4 вида; с размахом передних крыльев до 15 мм). На Дальнем Востоке 8 видов.
Семь современных и несколько ископаемых родов:
- † Подсемейство Dobbertiniinae (базальная группа в составе Sialidae)
  - † Род Dobbertinia Handlirsch, 1920
- Подсемейство Sialinae
  - Род Sialis Latreille, 1802 — около 90 видов
  - Род Austrosialis Tillyard, [1919]
    - Austrosialis ignicollis Tillyard, [1919] — Австралия
    - Austrosialis maxmouldsi Theischinger, 1983 — Австралия

  - † Род Eosialis Nel et al., 2002
    - † Eosialis dorisi Nel et al., 2002

  - Род Indosialis Lestage, 1927
    - Indosialis bannaensis X.-y. Liu et al., 2006
    - † Indosialis beskonakensis Nel, 1988
    - Indosialis indica X.-y. Liu et al., 2008
    - Indosialis minora (Banks, 1920)

  - Род Leptosialis Esben-Petersen, 1920
    - Leptosialis africana Esben-Petersen, 1920

  - Род Nipponosialis Kuwayama, 1962
  - † Род Proindosialis Nel, 1988
    - † Proindosialis cantalensis Nel, 1988

  - Род Protosialis van der Weele, 1909
    - Protosialis afra Navás, (1936)
    - Protosialis americana (Rambur, 1842)
    - Protosialis australiensis (Tillyard, [1919])
    - Protosialis australis Navás, 1927
    - † Protosialis baltica (Wichard, 1997)
    - Protosialis bifasciata (Hagen, 1861)
    - Protosialis bimaculata Banks, 1920
    - Protosialis brasiliensis Navás, 1936
    - † Protosialis casca (Engel & Grimaldi, 2007)
    - Protosialis chilensis (McLachlan, (1871)
    - Protosialis flammata Penny, (1982)
    - Protosialis flavicollis (Enderlein, 1910)
    - Protosialis hauseri Contreras-Ramos et al., 2005
    - Protosialis madegassa Navás, 1927
    - Protosialis mexicana (Banks, 1901)
    - Protosialis minora Banks, 1920
    - Protosialis nubila Navás, 1933
    - Protosialis ranchograndis Contreras-Ramos, 2006
    - † Protosialis voigti (Wichard & Engel, 2006)

  - Род Stenosialis Tillyard, (1919)
    - Stenosialis australiensis Tillyard, (1919) — Австралия
    - Stenosialis hollowayi Theischinger, 1983 — Австралия